# Hallicrafters
Hallicrafters war ein US-amerikanisches Unternehmen zur Herstellung von Funkgeräten.

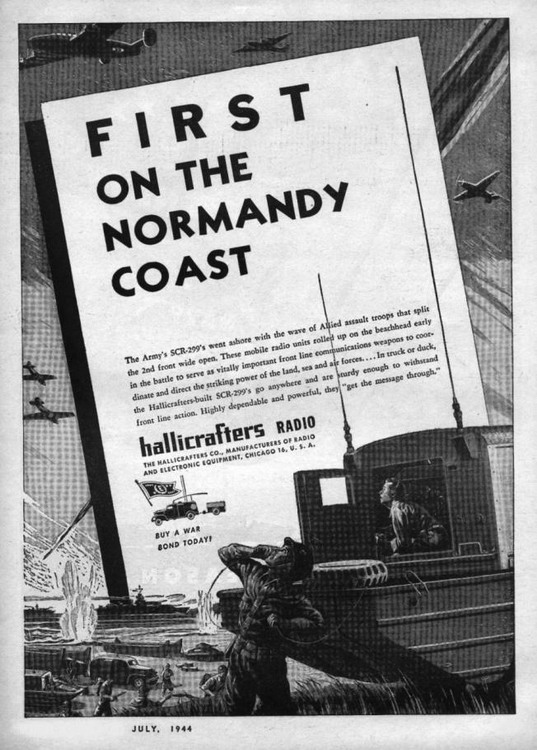
Inserat von 1944

Das Unternehmen wurde 1932 von William J. Halligan in Chicago gegründet, um Amateurfunk-Empfänger herzustellen. Hallicrafters betrieb zunächst auch Lohnfertigung für andere Unternehmen und stellte ab 1935 eigene Kommunikationsempfänger her, ab 1938 auch Sender. Im Zweiten Weltkrieg wurden Funkstationen für das Militär produziert.
Mit einem Funkempfänger von Hallicrafters empfing Heinz Kaminski in der Nacht zum 5. Oktober 1957 als einer der ersten außerhalb des Ostblocks die Signale des Sputnik 1, des ersten künstlichen Satelliten im All. Die Tonbandaufnahmen der Sternwarte Bochum waren Beweis für den Beginn der Raumfahrt.
Hallicrafters wurde 1966 von der Northrop Corporation übernommen.